# Über.morgen

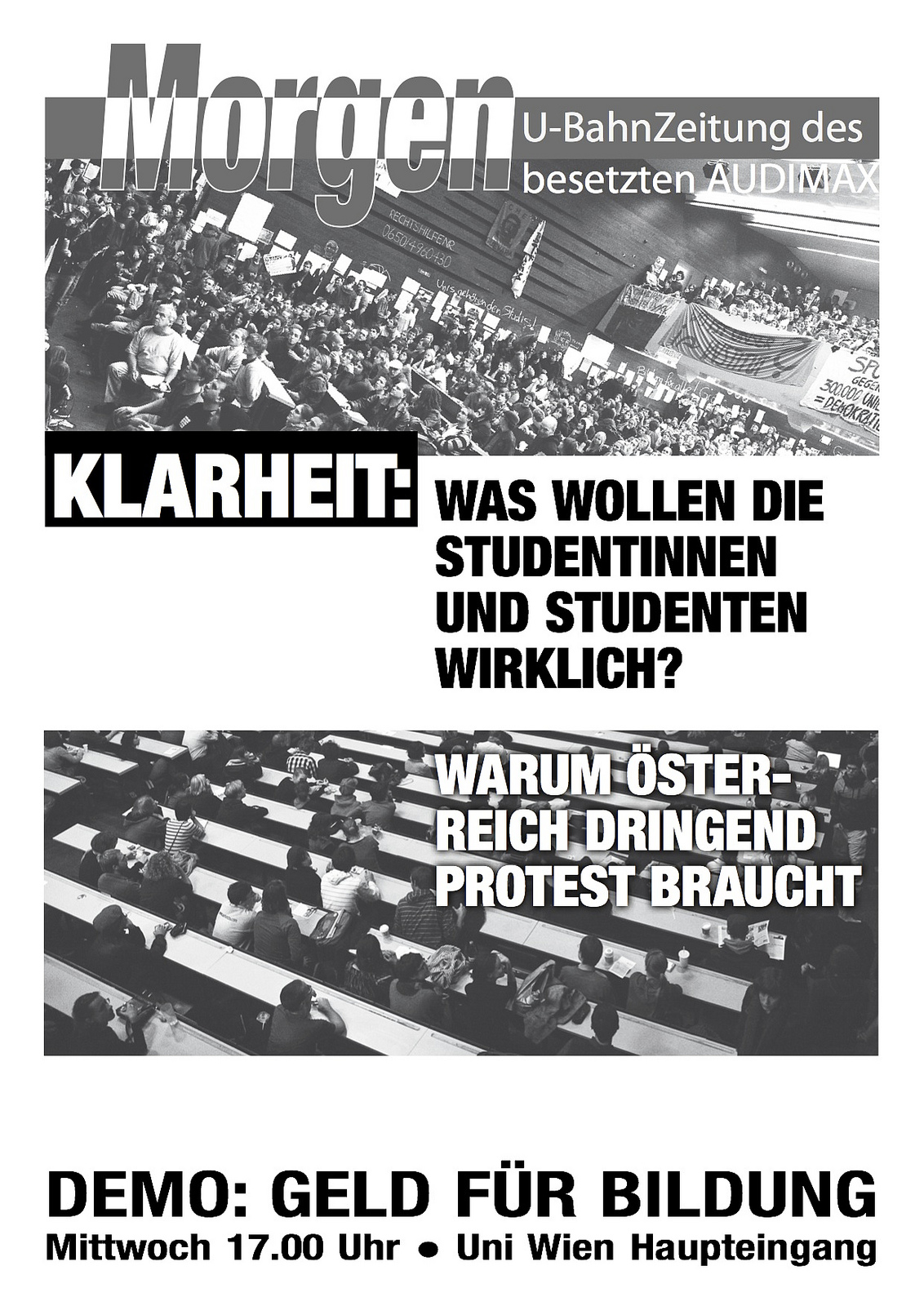
Die erste Ausgabe der Morgen, 28. Oktober 2009

über.morgen war ein von 2009 bis 2013 erscheinendes unabhängiges österreichisches Magazin, das aus den Studierendenprotesten rund um die Besetzung des Audimax der Universität Wien 2009/10 entstand. Im Jahr 2013 wurde es mit dem Nachwuchspreis des „New Media Journalism Award“ des Österreichischen Journalisten Clubs ausgezeichnet. Anfang 2014 wurde das Magazin nach 37 Ausgaben eingestellt.

## Geschichte
über.morgen entstand ursprünglich aus den Studierendenprotesten rund um die Besetzung des Audimax der Universität Wien 2009/10. Am 26. Oktober 2009 wurde im basisdemokratisch organisierten Plenum des besetzten Audimax die AG Zeitung gegründet. Das Ziel des linksalternativen, selbstverwalteten Zeitungsprojekts war es zunächst, als „Sprachrohr der Protestbewegung“ und im Sinne eines „positiven Boulevardjournalismus“, möglichst breite Bevölkerungsgruppen über die Anliegen der Studierenden zu informieren. Der ursprüngliche Name der Zeitung, Morgen, wurde bewusst in Anlehnung an die österreichische Gratiszeitung Heute gewählt. Am 28. Oktober erschien bereits die erste Ausgabe mit dem Untertitel „U-Bahnzeitung der Protestbewegung“. Sie hatte eine Auflage von 1.000 Stück und wurde an den U-Bahn-Stationen und in den Straßen Wiens verteilt. Die Zeitschrift wurde in der Folge medial als „Zentralorgan des Audimaxismus“ wahrgenommen. Unter dem Namen Morgen erschien sie bis zum Ende der Audimax-Besetzung im Dezember 2009 wöchentlich und insgesamt achtmal.
Im Januar 2010 musste sich die Zeitschrift aus Copyright-Gründen umbenennen. Ab 20. Januar 2010 erschien sie nun als über.morgen, zunächst noch mit dem Untertitel „die kritisch-unabhängige Studierendenzeitung“, ab Oktober 2011 mit dem Untertitel „Dein Begleitheft zur Krise“. Gleichzeitig mit der Umbenennung erfolgte die Gründung eines gemeinnützigen Herausgebervereins (Verein zur Förderung studentischer Eigeninitiativen). Bis Juni 2012 erschienen insgesamt 26 Ausgaben unter dem neuen Namen über.morgen. Im März 2013 gab es einen Relaunch. Es erfolgte eine Aufteilung in eine Print- und Onlineausgabe des Mediums. Die Printausgabe erhielt einen neuen, farbigen Magazinstil.
Im Jahr 2013 wurde über.morgen mit dem Nachwuchspreis des „New Media Journalism Award“ des Österreichischen Journalisten Clubs ausgezeichnet. Die letzte der insgesamt 37 Ausgaben erschien im Herbst 2013. Anfang 2014 wurde das Magazin (Print- und Onlineausgabe) eingestellt.

## Inhalt und Struktur
Die Printausgabe von über.morgen war inhaltlich multithematisch ausgerichtet. Das Themenspektrum umfasste – dem Anspruch des Untertitels „Dein Begleitheft zur Krise“ entsprechend – aktuelle und vergangene wirtschaftliche, gesellschaftliche und existenzielle Krisen. Sie legte den Schwerpunkt auf ausführliche Reportagen, Interviews und Fotostrecken. Die Onlineausgabe fokussierte sich auf Kolumnen, Kommentare, Rezensionen und Blogeinträge.
Im Mittelpunkt der journalistischen Arbeitsweise standen der individuelle Stil der Redakteure, alternative Blickwinkel und das Suchen nach neuen Formen des Erzählens gesellschaftlich relevanter Geschichten. über.morgen wollte einen unkomplizierten Zugang zu komplexen Themen, fühlte sich hierbei keinem bestimmten Genre verpflichtet und bekannte sich zum „Trash als journalistisches Stilmittel“. Die vom Gonzo-Journalismus geprägte, subjektive Berichterstattung wurde zum Programm gemacht.
Die Finanzierung des Mediums erfolgte über Crowdfunding, Subventionen und Anzeigen. Die Posten der Chefredakteure rotierten.
über.morgen hatte zahlreiche Interviewpartner, wie beispielsweise den Bundesminister Karlheinz Töchterle, die Regisseure Stefan Ruzowitzky und Hans Neuenfels, den Künstler Andre Heller, den Aktionisten Hubsi Kramar, den Burgtheaterdirektor Matthias Hartmann, den Schriftsteller Franz Schuh, den Kabarettisten Josef Hader, die Schriftstellerin Barbara Frischmuth, die Kabarettgruppe Maschek, den Wiener Dompfarrer Anton Faber, den Schauspieler Manuel Rubey, den iranischen Autor Bahman Nirumand, den ecuadorianischen Ökonom Alberto Acosta, die Flüchtlingshelferin Ute Bock, den Grün-Politiker Alexander Van der Bellen und die Wiener ÖVP-Politikerin Ursula Stenzel. Auch zahlreiche Bands, wie Ja, Panik und Gustav standen der über.morgen Rede und Antwort. Gastkommentare für die über.morgen verfassten zum Beispiel Bundesministerin Beatrix Karl, die Politiker Klaus Werner-Lobo und Friedhelm Frischenschlager, der Globalisierungskritiker Christian Felber und der Journalist Martin Blumenau. Online erschien unter anderem eine regelmäßige Kolumne des Tierrechtsaktivisten Martin Balluch.